# Shikarpur
Shikarpur (Sindhi:شِڪارپوُرُ, Urdu:شکارپور) es una localidad de Pakistán, en la provincia de Sindh.

## Demografía
Según estimación 2010 contaba con 177682 habitantes.